# NGC 3675
NGC 3675 ist eine aktive Spiralgalaxie mit ausgedehnten Sternentstehungsgebieten vom Hubble-Typ Sb im Sternbild Großer Bär am Nordsternhimmel. Sie ist schätzungsweise 36 Millionen Lichtjahre von der Milchstraße entfernt und hat einen Durchmesser von etwa 105.000 Lichtjahren. Vom Sonnensystem aus entfernt sich das Objekt mit einer errechneten Radialgeschwindigkeit von näherungsweise 770 Kilometern pro Sekunde.
Die Supernova SN 1984R wurde hier beobachtet.
Im selben Himmelsareal befinden sich unter anderem die Galaxien PGC 2217861, PGC 2225399, PGC 2225461, PGC 2226754.
Das Objekt wurde am 14. Januar 1788 von Wilhelm Herschel entdeckt.